# نهيق الروح (فلم)
نهيق الروح فيلم مغربي من إنتاج سنة 1984، ومن تأليف وإخراج نبيل لحلو. تدور أحداث الفيلم التاريخي في سنة 1956 مباشرة بعد استقلال المغرب من الاستعمار الفرنسي، في قصة تجمع بين الدراما والكوميديا حول جامع القمامة حمان الجيلالي الذي كان جامعا للأزبال في عهد الاستعمار وفي الوقت نفسه حاملا لأسلحة المقاومين على متن حماره، لكن بعد وشاية زميله في المهنة بلهادي، يقع حمان في قبضة السلطات الاستعمارية، ومنذ ذلك الحين وهو عازم على الانتقام من بلهادي الذي أصبح ثريا بحكم عمله خائنا وجاسوسا لصالح السلطات الفرنسية، فيقرر حمان إرسال رسالة لوزارة العدل يفضح فيها ممارسات الخائن، ولكن في الآن نفسه يرسل حمار حمان رسالة لمؤسسة الرفق بالحيوان احتجاجا على ممارسات صاحبه الشاقة في حقه.